# Noctua cricori
Noctua cricori là một loài bướm đêm trong họ Noctuidae.